# Natalia Bajor
Natalia Olimpia Bajor (7 maart 1997) is een Pools tafeltennisster. Ze nam deel aan de Olympische Zomerspelen 2020. Ze speelt rechtshandig met de shakehandgreep.

## Belangrijkste resultaten
- Brons met het team op de Europese kampioenschappen 2019.
- Brons in de vrouwendubbel op de Europese kampioenschappen 2024 met Tatiana Kukuľková.